# Дэвис, Триш
Патрисия Джоан (Триш) Дэвис (англ. Patricia Joan (Trish) Davies, 5 декабря 1956) — зимбабвийская хоккеистка (хоккей на траве), полевой игрок. Олимпийская чемпионка 1980 года.

## Биография
Триш Дэвис родилась 5 декабря 1956 года.
Играла в хоккей на траве за «Олд Харарианс» из Солсбери. В 1975 году вошла в резерв женской сборной страны, в 1976—1980 годах выступала за главную команду.
В 1980 году вошла в состав женской сборной Зимбабве по хоккею на траве на летних Олимпийских играх в Москве и завоевала золотую медаль. Играла в поле, провела 5 матчей, забила 1 мяч в ворота сборной Польши.
Работала на семейной ферме, которую в 2004 году экспроприировал правящий режим Роберта Мугабе. В дальнейшем трудилась в Хараре.